# Klaus Lorenzen
Klaus Lorenzen (* 18. November 1938; † 1. September 2015) war ein deutscher Musikproduzent.
Lorenzen war zunächst Gründungsmitglied der Flensburger Jazzgruppe Rainy City Stompers, in der er 1957 Klarinette spielte. Für den Dokumentarfilm An Ort und Stelle – Jazz in Kopenhagen, der 1962 für Radio Bremen im Jazzhus Montmartre entstand, koordinierte er die Musikaufnahmen.
Als sich Ende 1962 das Schallplattenlabel Metronome in Deutschland neu aufstellte, koordinierte Lorenzen deren Produktion in Hamburg. Für diese Gesellschaft entdeckte er die Beatband The Strangers und Schlagersänger wie Nina & Frederik, „Jörg“ Oliver Bendt und Wilma Landkroon und produzierte sie; auch holte er zu Produktionen Stars wie Astrud Gilberto, Anita Lindblom, Siw Malmquist, Nino Ferrer oder Ann-Louise Hanson aus dem Ausland. Daneben produzierte er aber auch Alben von Joachim und Rolf Kühn, für dessen Filmmusiken er gleichfalls die Produktion übernahm.
Weiterhin schrieb er Beiträge zur Geschichte des Jazz in Flensburg.